# Chu Huệ
Chu Huệ (chữ Hán: 朱橞; 30 tháng 4 năm 1379 – 1428), được biết đến với tước hiệu Dục vương (谷王), là hoàng tử của Minh Thái Tổ Chu Nguyên Chương, hoàng đế đầu tiên của nhà Minh. Do mưu phản mà bị vua anh Minh Thành Tổ truất làm thứ dân, con cháu của Chu Huệ vì ông mà vĩnh viễn không được tập tước.

## Cuộc đời
Chu Huệ là hoàng tử thứ 19 của Minh Thái Tổ, mẹ là Quách Huệ phi (郭惠妃), con gái của Trừ Dương vương Quách Tử Hưng (郭子興). Chu Huệ là con thứ tư của Huệ phi, anh em cùng mẹ với Thục Hiến vương Chu Xuân, Đại Giản vương Chu Quế, Vĩnh Gia Trinh Ý Công chúa và Nhữ Dương Công chúa.
Vào năm Hồng Vũ thứ 24 (1391), Thái Tổ phong cho Chu Huệ làm Dục vương (谷王), 4 năm sau chuyển đến thái ấp ở Tuyên Phủ. Năm Kiến Văn cuối cùng (1402), khi loạn Tĩnh Nan nổ ra, Dục vương và Lý Cảnh Long cùng đầu hàng Yên vương Chu Đệ, mở cổng Kim Xuyên (Nam Kinh) do Dục vương canh giữ để cho quân Yên vương tiến vào kinh thành.
Dục vương Chu Huệ ngày càng vô đạo, chiếm đoạt ruộng đất của nhân dân, biển thủ thuế và xuống tay giết hại người vô tội. Trưởng sử Ngu Đình Cương nhiều lần khuyên can Chu Huệ nhưng lại bị Huệ vu tội phỉ báng, Cương bị xử trảm.
Sau đó, Chu Huệ âm mưu phản nghịch, bị anh ruột là Thục vương Chu Xuân phát giác liền tố cáo với vua anh Minh Thành Tổ. Năm Vĩnh Lạc thứ 15 (1417), Chu Huệ cùng gia quyến bị phế làm thứ dân, bị giam ở Huệ Châu (nay thuộc Đồn Khê).
Năm Tuyên Đức thứ ba (1428), Chu Huệ qua đời trong cảnh cầm tù, thọ 50 tuổi. Con cháu sau đó được chuyển đến Phượng Dương và Hợp Phì.

## Gia quyến
Dục Vương phi Chu thị (周氏), chính thất của Chu Huệ, là con gái của Binh mã Chỉ huy Chu Đạc. Chu Huệ có 7 người con trai được biết đến, 2 người con đầu là thế tử Phú Chước (赋灼) và quận vương Phú Dược (赋爚) tự thiêu mà chết, không con cái.